# Harthouse
Harthouse je nemška založba elektronske plesne glasbe. 
Njeni znani varovanci so Oliver Lieb, Hardfloor, Sven Väth in Kox Box.

## Povezave
- Uradna stran